# اروینگ جفی
اروینگ جفی (انگلیسی: Irving Jaffee; ۱۵ سپتامبر ۱۹۰۶ – ۲۰ مارس ۱۹۸۱) اسکیت‌باز سرعت اهل ایالات متحده آمریکا بود.
از افتخارات وی می‌توان به کسب مدال طلا در بازی‌های المپیک زمستانی ۱۹۳۲ اشاره کرد.